# Nero Wolfe nella camera a gas
Nero Wolfe nella camera a gas (titolo originale Door to Death), tradotto anche col titolo Entra la morte, è la dodicesima novella gialla di Rex Stout con Nero Wolfe protagonista.

## Storia editoriale
Il racconto fu pubblicato per la prima volta nel numero di giugno 1949 sulla rivista The American Magazine e in formato libro nella raccolta Three Doors to Death nel 1950.

## Trama
Quando il balio delle orchidee, Theodore Horstmann, lascia la casa d'arenaria per prendersi cura della madre malata, Nero Wolfe arriva fino a Westchester alla ricerca di un rimpiazzo temporaneo. Ma, prima che possa assumere il talentuoso giardiniere Andrew Krasicki, quest'ultimo viene arrestato per omicidio. Wolfe dovrà scagionarlo dall'accusa per poterlo avere a disposizione, ma dovrà scontrarsi con l'ostilità della polizia locale.

### Personaggi principali
- Nero Wolfe: investigatore privato
- Archie Goodwin: assistente di Nero Wolfe e narratore di tutte le storie
- Saul Panzer: investigatore privato
- Joseph G. Pitcairn: milionario
- Belle Pitcairn: moglie di Joseph
- Donald Pitcairn, Sybil Pitcairn: figli di Joseph e Belle
- Dini Lauer: infermiera
- Andrew Krasicki: giardiniere
- Gus Treble: aiutante di Andrew
- Neil Imbrie: maggiordomo
- Vera Imbrie: moglie di Neil
- Ben Dykes: capo della polizia della Contea di Westchester
- Con Noonan: tenente della polizia di Stato
- Cleveland Archer: procuratore distrettuale della Contea di Westchester

## Critica
"Questa non è una detective story. È un racconto umoristico di avventure, con protagonisti Wolfe, Archie e, in un ruolo di comprimario, Saul Panzer. È una storia esilarante ma imperfetta, con ritmo e azione in abbondanza, ma praticamente niente detection."

## Opere derivate
Il racconto è stato adattato come prima parte dell'episodio Nero Wolfe: delitti d'amore, facente parte della serie televisiva Nero Wolfe prodotta dall'emittente televisiva A&E Network, trasmesso per la prima volta il 24 giugno 2001, con Maury Chaykin nel ruolo di Nero Wolfe.

## Edizioni
- Rex Stout, Nero Wolfe in lunga vita al morto, traduzione di Laura Grimaldi, I romanzi brevi di Rex Stout (n. 4), Arnoldo Mondadori Editore, 1983,  p. 239.
- Rex Stout, Entra la morte, traduzione di Laura Grimaldi, Le inchieste di Nero Wolfe, BEAT Edizioni, 2013,  p. 249.